# بول (اسم)
بول (بالإنجليزية: Paul)‏ هو اسم علم شخصي مذكر من أصل يوناني، شائع في الغرب ومقدس في المسيحية نسباً للقديس بولص الطرسوسي أحد المبشرين الأوائل بالمسيحية، ويلفظ أيضاً بشكل باول و بولس و باولس، معنى اسم بول من اللغة اليونانية القديمة هو الضعيف أو الصغير.

## الشخصيات
- بول ألين رجل أعمال وعالم حواسيب أمريكي
- بول توماس أندرسون مخرج وممثل أمريكي
- بول عنقا مغني كندي
- بول بوير كيميائي أمريكي
- بول برايتنر لاعب كرة قدم ألماني
- بول براون لاعب ومدرب كرة قدم أمريكية أمريكي
- بول سيزان رسام فرنسي
- بول ديراك فيزيائي أمريكي
- بول غاسكوين لاعب ومدرب كرة قدم إنجليزي
- بول غوغان رسام فرنسي
- بول فون هندنبورغ سياسي ألماني
- بول إنس لاعب كرة قدم إنجليزي
- بول ليفاسك مصارع محترف أمريكي ورجل أعمال في اتحاد WWE معروف باسم تربل إتش
- بول هيوسون مغني أيرلندي معروف باسم بونو
- بول نيومان ممثل أمريكي
- بول ريفير صانع فضة ورجل أعمال وثوري أمريكي
- بول سامويلسون اقتصادي أمريكي
- بول سكولز لاعب كرة قدم إنجليزي
- باول سكوفيلد ممثل إنجليزي
- بول سايمون مغني وموسيقي أمريكي
- باول فان همست لاعب كرة قدم بلجيكي
- بول فيرهويفن مخرج هولندي
- بول ووكر ممثل أمريكي
- بول ويزلي ممثل أمريكي
- بول راين سياسي أمريكي
- بول راسنييه صحفي فرنسي
- بول ألو لاعب كرة قدم كاميروني
- بول أوستر كاتب ومخرج أمريكي
- بول أدلستين ممثل أمريكي
- بول أندرسون مخرج بريطاني
- بول أغويلار لاعب كرة قدم مكسيكي
- بول آدم روائي فرنسي
- بول آلان هنتر لاعب سنوكر إنجليزي
- بول إيلوار شاعر فرنسي
- بول إيكمان عالم نفس أمريكي
- بول إهرنفست فيزيائي هولندي نمساوي
- باول إرليخ طبيب ألماني
- بول إرنست رياضياتي وفيلسوف أمريكي
- بول اوتليه عالم حواسيب بلجيكي
- بول برغ فيزيائي أمريكي
- بول بيا سياسي كاميروني
- بول بوغبا لاعب كرة قدم فرنسي
- بول بانليفيه سياسي فرنسي
- بول بريمر سياسي أمريكي
- بول بيرت إلفيستروم مجدف دنماركي
- بول بروكا طبيب فرنسي
- بول بوت سياسي كمبودي
- بول بروس ديكنسون ممثل ومذيع وموسيقي إنجليزي
- بول بورجيه روائي فرنسي
- بول بولز كاتب مترجم أمريكي
- بول بوسكيسوليدو لاعب كرة قدم كندي
- بول بيترسن لاعب ومدرب كرة قدم دنماركي
- بول بيتاني ممثل إنجليزي
- بول بيرر مصارع ومدرب مصارعة محترفة أمريكي
- بول بيران عالم حواسيب أمريكي
- بول تشارنر لاعب كرة قدم نمساوي
- بول تيبيتس طيار عسكري أمريكي
- بول جون فلوري فيزيائي أمريكي
- بول جياماتي ممثل أمريكي
- بول جورج لاعب كرة سلة أمريكي
- بول جورجيس نتيب لاعب كرة قدم فرنسي كاميروني
- بول دو كونستنت سياسي فرنسي
- بول دومير سياسي فرنسي
- بول ديشانيل سياسي فرنسي
- بول دافيس فيزيائي أمريكي
- بول دوكا موسيقي فرنسي
- بول ديكوف لاعب كرة قدم أسكتلندي
- بول رينو سياسي فرنسي
- بول رود ممثل أمريكي
- بول ريكور فيلسوف فرنسي
- بول روبنسون لاعب كرة قدم إنجليزي
- بول رادولف معماري أمريكي
- بول زيلينشكي لاعب كرة قدم ألماني
- بول ساباتييه كيميائي فرنسي
- بول ستالتيري لاعب كرة قدم كندي
- بول سينياك رسام فرنسي
- بول شويرينغ مخرج أمريكي
- بول شارل مورفي لاعب شطرنج أمريكي
- بول صباغ عالم اجتماع ومؤرخ تونسي
- بول غرينغارد عالم أحياء أمريكي
- بول غرينغراس مخرج وكاتب سيناريو بريطاني
- بول غيراغوسيان رسام فلسطيني
- بول غليونجي طبيب مصري
- بول فون هايس فيلسوف ألماني
- بول فرلان شاعر فرنسي
- بول فيرهايخ لاعب كرة قدم هولندي
- بول فولكر اقتصادي أمريكي
- بول فاليري شاعر فرنسي
- بول فيلارد كيميائي وفيزيائي فرنسي
- بول فلوري كيميائي أمريكي
- بول فايراباند فيلسوف نمساوي
- بول فولك متزلج رياضي ألماني
- بول فون ليتو فوربيك قائد عسكري ألماني
- بول فيالار كاتب فرنسي
- بول فيدال دو لا بلاش جغرافي فرنسي
- بول كارير فيزيائي سويسري
- بول كروتزن فيزيائي هولندي
- بول كوستيلو مجدف أمريكي
- بول كاغامه سياسي رواندي
- بول كروغمان اقتصادي أمريكي
- بول كوهين رياضياتي أمريكي
- بول كلي رسام أمريكي
- بول كوليبالي لاعب كرة قدم بوركيني
- بول كونشيسكي لاعب كرة قدم إنجليزي
- بول كابديفايل لاعب كرة مضرب تشيلي
- بول كراوس مستشرق ألماني
- بول لاوتربر كيميائي أمريكي
- بول لوجوين لاعب كرة قدم فرنسي
- بول لانجفان فيزيائي فرنسي
- بول لودفيغ إيفالد فون كلايست قائد عسكري ألماني
- بول لامبيرت لاعب ومدرب كرة قدم أسكتلندي
- بول مولر كيميائي سويسري
- بول ميوني ممثل أمريكي
- بول ماكدونالد مجدف نيوزلندي
- بول مودريتش كيميائي أمريكي
- بول مكارتني موسيقي بريطاني
- بول مارشال جونسون الابن مهندس ميكانيكي أمريكي
- بول مارغريت كاتب فرنسي
- بول مكغان ممثل أمريكي
- بول مكشين لاعب كرة قدم أيرلندي
- بول ميلساب لاعب كرة سلة أمريكي
- بول نرس كيميائي بريطاني
- بول هيمان محامي ورجل أعمال ومصارع محترف أمريكي
- بول هنري ماثيو لاعب كرة مضرب فرنسي
- بول هينري ثيري كاتب وفيلسوف فرنسي ألماني
- بول وايت مصارع محترف أمريكي معروف باسم بيغ شو
- بول ولفويتس رجل أعمال واقتصادي وسياسي أمريكي
- بول ويزلي ممثل أمريكي
- بول يونغ متسابق دراجات نارية أسترالي

### شخصيات خيالية
- بول بونيان شخصية فلكلورية أمريكية
- بول فينيكس، شخصية من تيكن
- بول كيليرمان إحدى شخصيات مسلسل بريسون بريك